# Bach (cràter)
|  | No s'ha de confondre amb Bacht, un cràter de Mart.. |

Bach és un cràter d'impacte de 214,29 km de diàmetre de Mercuri. Porta el nom del compositor alemany Johan Sebastian Bach (1685-1750), i el seu nom va ser aprovat per la Unió Astronòmica Internacional el 1976.